# Annette Kerckhoff
Annette Kerckhoff (* 1965) ist eine deutsche Fachjournalistin für Gesundheit und Komplementärmedizin.

## Leben und Wirken
Annette Kerckhoff wurde 1965 geboren. Sie absolvierte zunächst eine vierjährige Ausbildung als Erzieherin, dann eine insgesamt sechsjährige naturheilkundliche Ausbildung als Heilpraktikerin mit Schwerpunkt Pflanzenheilkunde  studierte Gesundheitswissenschaften an der Inter-Uni, welches sie als Master of Science (M.Sc.) abschloss. Im September 2011 erlangt sie einen B.Sc. in Komplementärmedizin.
Seit 1990 ist sie für Natur und Medizin e. V. Förderverein der Karl und Veronica Carstens-Stiftung in der Patientenaufklärung tätig, daneben freiberuflich als Buchautorin. In der Charité Ambulanz für Prävention und Integrative Medizin (CHAMP-Ambulanz) arbeitet sie als Referentin für Selbsthilfe und Pflanzenheilkunde. Sie unterrichtet Geschichte der Naturheilkunde an der Hochschule für Gesundheit und Sport in Berlin, wo sie seit 2021 auch eine Vertretungsprofessur für Medizinpädagogik innehat. Kerckhoff hat zudem Lehraufträge für naturheilkundliche Selbsthilfe und Gesundheitsdidaktik an der Hochschule Coburg.
Annette Kerckhoff lebt in Berlin-Kreuzberg und hat zwei Kinder.

## Schriften (Auswahl)
- Annette Kerckhoff: Die Läusefibel: von ungebetenen Gästen und wie man sie vertreibt. Hirzel Verlag, Stuttgart 2002, ISBN 3-7776-1102-6
- Annette Kerckhoff: Mikrolatinum für Heilberufe: ein Einstieg.  Wissenschaftliche Verlags-Gesellschaft Stuttgart 2003, ISBN 3-8047-1972-4
- Markus Wiesenauer, Annette Kerckhoff: Homöopathie für die Seele. Gräfe und Unzer, München 2003, ISBN 3-7742-6040-0
- Annette Kerckhoff: Pickel Pille Piercing: ein Gesundheitsbuch für Jugendliche. KVC-Verlag, Essen 2006, ISBN 3-933351-55-3
- Michael Teut, Johannes Wilkens, Annette Kerckhoff: Homöopathische Schlaganfalltherapie. Hippokrates Verlag, Stuttgart 2005, ISBN 3-8304-5341-8
- Markus Wiesenauer, Annette Kerckhoff: Homöopathie für die ganze Familie. Hirzel Verlag, 10. Auflage, Stuttgart 2010, ISBN 978-3-7776-1801-2
- Annette Kerckhoff: Warum krank? Wie heilen? Konzepte einer anderen Medizin. Hirzel Verlag, Stuttgart 2009, ISBN 978-3-7776-1685-8
- Annette Kerckhoff: Heilende Frauen. Elisabeth Sandmann Verlag, München 2010, ISBN 978-3-938045-47-3